# Florence Dupré la Tour
Florence Dupré la Tour (née le 15 février 1978 à Buenos Aires) est une dessinatrice et autrice française de bande dessinée.

## Biographie
Née en 1978 à Buenos Aires, dans une famille d'expatriés, Florence Dupré la Tour suit le cursus de l'école Émile Cohl à Lyon, en spécialité édition. Une fois diplômée, elle travaille dans l'animation. Admirative du travail de Joann Sfar, elle lui écrit et il lui propose de collaborer pour la série animée Petit Vampire. Sfar, qui dirige alors la collection Bayou chez Gallimard, publie le premier ouvrage dont Dupré la Tour est l'autrice (dessins et scénario), Capucin : La Mauvaise Pente, en 2006. L'ouvrage est en sélection officielle du FIBD d'Angoulême en 2007.
Elle publie aussi pour la jeunesse et co-scénarise avec sa sœur jumelle, Bénédicte Dupré la Tour, la série Borgnol (Gallimard). Elle s'essaye au blog BD avec Cigish ou le maître du je, récit performatif multimédia qui est ensuite publié en album chez Ankama. Par la suite, Florence Dupré la Tour devient enseignante à l'école Émile Cohl jusqu'en 2021.

## Trilogie autobiographique 2016-2023
En 2016, elle entame un récit autobiographique de son enfance passée dans une famille bourgeoise catholique traditionnelle, dans lequel elle pointe différents aspects d'une éducation dysfonctionnelle. 
Son premier ouvrage, Cruelle, paru en 2016 aux éditions Dargaud, témoigne de la cruauté des enfants. 
En 2020, elle publie le tome 1 de Pucelle, intitulé Débutante, aux éditions Dargaud. L'ouvrage fait partie de la sélection pour le grand prix de la critique 2021 et pour le fauve d'or au Festival d'Angoulême 2021. Le tome 2, Confirmée, paraît en 2021. Il est également en Sélection officielle au Festival d'Angoulême 2022. Les deux albums pointent notamment l'absence d'éducation sexuelle dans une famille catholique pratiquante, marquée par un pouvoir paternel fort et l'effacement des femmes.
Sa nouvelle série de bande dessinée, Jumelle, commence en 2023, avec son premier tome Inséparables. Lors de sa parution, Télérama écrit : « Après les formidables Cruelle et Pucelle, Florence Dupré La Tour continue de revisiter son enfance en l’éclairant sous l’angle de sa gémellité. Expliquant le bonheur de la fusion, dès l’utérus maternel, avec une autre soi-même ; la complicité avec sa sœur Bénédicte, qui exclut tout être extérieur au duo ; et puis la douloureuse différenciation qui s’installe avec les années. ».
Elle indique en mars 2023 : « j’ai eu besoin de revenir à des techniques manuelles, traditionnelles. J’utilise maintenant ma main, un stylo, un crayon. J’ai besoin d’avoir des sensations que je perds avec le numérique. J’ai travaillé à l’aquarelle, au Bic 4 couleurs, au fusain, à la gouache.. et là je me mets à la peinture à l’huile. »

## Œuvres

### Bande dessinée
- Capucin, collection Bayou, Gallimard

1. La Mauvaise Pente, 2006 - Sélection officielle du Festival d'Angoulême 2007
2. Pour quelques coups de baguette, 2007
3. L'Inconséquent, 2008

- - Intégrale, Gallimard, 2023
- Forever ma sœur, éditions Michel Lagarde, 2006
- Forever summer, éditions Michel Lagarde, 2006
- La Sorcière du placard aux balais, adapté d'une nouvelle de Pierre Gripari, collection Fétiche, Gallimard
- Borgnol, Gallimard - Sélection jeunesse du Festival d'Angoulême 2010

1. Les Bons Amis, 2010
2. Bébé phoque a disparu !, 2010
3. Zut, c'est raté !, 2011

- Cigish ou le maître du je , Ankama, 2015
- Cruelle, Dargaud, 2016
- Carnage, Mauvaise foi éditions, 2019
- Pucelle[3] , Dargaud

1. Débutante, mai 2020
2. Confirmée, mai 2021

- Jumelle, Dargaud

1. Inséparables, janvier 2023
2. Dépareillées, septembre 2023

## Prix et distinctions
- 2020
  - Prix Artémisia spécial du jury pour Carnage[7]
  - Prix de l'Inattendu "Roland Topor" pour Pucelle, tome 1 : Débutante[8]
- 2021 
  - Prix Bédélys Étranger du Festival BD de Montréal : mention spéciale du jury pour Pucelle, tome 1 : Débutante
  - Sélection officielle du Festival d'Angoulême 2021 pour  Pucelle, tome 1 : Débutante
- 2022 : Sélection officielle du Festival d'Angoulême 2022 pour  Pucelle, tome 2 : Confirmée

## Exposition
- mars 2023 : Pop Women Festival[4], Reims